# DBProjekt GmbH Stuttgart 21
Die DBProjekt GmbH Stuttgart 21 war eine zwischen 1996 und 2003 bestehende Tochtergesellschaft der Deutschen Bahn AG zur Realisierung von Stuttgart 21, ähnlich der Planungsgesellschaft Bahnbau Deutsche Einheit.
Sie ging im Oktober 2003 in der DB ProjektBau auf. Mit der DB Projekt Stuttgart–Ulm GmbH wurde Mitte 2013 eine neue Projektgesellschaft gegründet.

## Geschichte
Bahnchef Heinz Dürr kündigte am 9. Februar 1996 in Stuttgart die Gründung einer Projektgesellschaft für Stuttgart 21 an. Eigene Bereiche sollten für die Streckenführung, die Bahnhofsgestaltung und die Flächenverwertung zuständig sein. Daneben sollte ein Aufsichtsrat eingerichtet werden, in dem Bund, Land, die Stadt Stuttgart und die Region vertreten sein sollten. Ein Projektbeirat sollte, an die Stelle des bisherigen Lenkungskreises, die Entwicklung des Projekts begleiten.
Das Unternehmen wurde im gleichen Jahr von Dürr gegründet, um mit kurzen Managementstrukturen mit schnellen Entscheidungswegen Stuttgart 21 zu realisieren. Der Gesellschaftsvertrag datiert auf den 5. Juni 1996. Die Eintragung ins Handelsregister erfolgte am 15. August 1996. Der Unternehmensgegenstand war „die Vorbereitung, Koordinierung und Steuerung von Planung, Bauvorbereitung, Baudurchführung und Bauüberwachung des Bahnprojektes 'Stuttgart 21' (Umbau des Stuttgarter Hauptbahnhofs zu einem Durchgangsbahnhof mit tiefgelegten und überbauten Gleisanlagen; Freimachung bisheriger Gleisflächen für städtebauliche Nutzung) einschließlich Steuerung der Vergabe und der Abwicklung aller Arbeiten“. Die Gesellschaft wurde von zwei Geschäftsführern oder einem Geschäftsführer und einem Prokuristen gemeinsam vertreten.
Das Stammkapital betrug 100.000 DM. 90 Prozent des Unternehmens waren im Eigentum der Deutschen Bahn AG. Die übrigen zehn Prozent (10.000 DM) wurden von Drees & Sommer gehalten.
Das Unternehmen saß, mit der Anschrift Am Hauptbahnhof 7, in angemieteten Räumen der neuen Landesbank in der Nähe des Stuttgarter Hauptbahnhofs. Es erteilte 1997 den Auftrag für den Aufbau des Turmforums. Im Frühjahr 2000 arbeiteten 38 Mitarbeiter für das Unternehmen. Aufgrund der zu dieser Zeit unsicheren Zukunft des Projekts Stuttgart 21 sollten sich diese zunächst verstärkt um andere Großprojekte, z. B. den neuen Berliner Bahnknoten, kümmern. Mitarbeiter der Gesellschaft wurden an andere Büros ausgeliehen. Mit der ins Stocken geratenen Planung verließen im Jahr 2000 eine Reihe von Mitarbeitern das Unternehmen. Mitte 2000 beschäftigte die Gesellschaft noch 25 Mitarbeiter. Davon waren noch sechs mit Stuttgart 21 befasst. In dieser Zeit wurde weiteren fünf Mitarbeitern gekündigt.
Im Frühjahr 2001 arbeiteten acht Mitarbeiter für die Gesellschaft. Die Belegschaft wäre auf über 60 Mitarbeiter aufgestockt werden, wenn der Aufsichtsrat der Deutschen Bahn am 16. Mai 2001 grünes Licht für das Projekt gegeben hätte. Mit Wirkung zum 1. August 2001 schied Sommer aus der Geschäftsführung aus und verkaufte seine Anteile an die DB Netz AG. Damit sollte eine komplette Neuausrichtung des Unternehmens einhergehen, das unter der Firma DB Projekte Süd als eine von drei bundesweiten Planungsgruppen firmieren sollte. Es war geplant, die Belegschaft bis zum Jahresende auf 80 Mitarbeiter aufzustocken.
Im Rahmen dieser Neuordnung der Planungs- und Bauaktivitäten bei der Deutschen Bahn band der Konzern 2001 die Projektgesellschaft näher an sich. Die Kompetenzen der Gesellschaft wurden dabei stark beschnitten. Personal, Einkauf und Vergabe sollte zukünftig aus der Frankfurter Zentrale der DB Netz AG gesteuert werden.
Im Dezember 2001 war die Deutsche Bahn Projekte Süd GmbH in Gründung. Sie sollte neben Stuttgart 21, der Neubaustrecke Wendlingen–Ulm und Neu-Ulm 21 auch verschiedene Containerbahnhof-Projekte betreuen. Sie beschäftigte zu dieser Zeit rund 50 Mitarbeiter und sollte auf mehr als 100 Mitarbeiter aufgestockt werden.
Am 23. April 2003 wurde die Verschmelzung der Gesellschaft mit der DB Projekt Verkehrsbau GmbH und der DBBauProjekt GmbH auf die DB ProjektBau GmbH beantragt. Sie wurde am 8. Oktober 2003 vollzogen.
Mitte 2013 wurde mit der DB Projekt Stuttgart–Ulm GmbH eine neue Projektgesellschaft für Stuttgart 21 und die Neubaustrecke Wendlingen–Ulm gegründet.

### Personalien
Als Geschäftsführer fungierten zunächst Hans Sommer und Reimar Baur. Sommer hatte dabei den Vorsitz inne, Baur war für Technik zuständig. Ab September 1997 fungierte Jürgen Tuscher als kaufmännischer Geschäftsführer.
Nach anderen Angaben war zunächst (1996) Hans Holtz kaufmännischer Geschäftsführer, in den Jahren 1997 und 1998 Reimar Baur.
Ende September 2001 schied der damalige kaufmännische Geschäftsführer, Jürgen Tuscher, aus dem Unternehmen aus. Ab 1. Oktober 2001 war Roland Max de Cunha kaufmännischer Geschäftsführer Reimar Baur war Ende 2001 Sprecher der Geschäftsführung. 2002 übernahm Peter Marquart diese Funktion.